# قناة المتوسط الفضائية (ليبيا)
قناة المتوسط الفضائية كانت قناة فضائية تلفزيونية ليبية مملوكة لشركة الغد للخدمات الإعلامية المقرّبة من سيف الإسلام القذافي، تبث قناة المتوسط برامجها من لندن، وافتتحت في سبتمبر 2009.

## البرامج التي تبثها القناة
- صباح الخير يا ليبيا
- الشعب يريد
- القلب المفتوح
- مدرسة الحياة
- نشرات الأخبار
- الشريعة والحياة
- الدروب اللي في الصورة
- ساعة مسائية
- الكرة العالمية

حيث أن هذا البرنامج برامج جميلة جدا 

## الأعمال الدرامية
- مسلسل عمر بن الخطاب
- مسلسل باب الحارة
- مسلسل الريان
- مسلسل المواطن اكس
- مسلسل الحب الصادق «مسلسل ليبي» عرض في رمضان 2006
- المسلسل التركي قيامة أرطغرل
- المسلسل السوري كنت مريضا

## مقالات ذات صلة
- الليبية الفضائية